# ジョルジュ・スペナール
ジョルジュ・スペナール（Georges Spénale, 1913年11月29日 - 1983年8月20日）は、フランスの政治家。社会党に属していた。1960年にトーゴが独立することで同国の最後の高等弁務官となった。また1975年から1977年にかけては欧州議会議長を務めた。

## 学生時代・植民地での政治
スピナールはフランス海外領国立学校において法学修士の学位を取得し、その後フランスの植民地で経歴を積んでいくことになる。まず1938年から1939年にかけてはフランス領ギニアに送られる。第二次世界大戦が開戦して1941年まではフランス軍に従軍する。1941年から1942年までオートボルタで地区長官、1942年から1943年にかけてはコートジボワールで労働監督官を務めた。その後1945年まで再び戦地に送られる。1946年と1948年にはフランス領赤道アフリカの官房長を務める。1949年から1950年はコートジボワールで情報局長となる。1951年と1953年にはカメルーンの官房長、その後事務総長となる。1954年にはカメルーンの高等弁務官、1955年には海外県の政治担当部門次官となる。1956年には短いながらも海外領土の知事となる。1956年と1957年には海外領土担当相ガストン・ドフェールのもとで官房長を務める。1957年から1960年までトーゴの高等弁務官を務める。

## フランスでの政治・ヨーロッパでの政治
1962年から1973年のあいだ、スピエールはタルヌ県選出の国民議会議員として財政委員会の委員を務めた。1964年にはタルヌ県の県議会議員も兼職し、さらに欧州議会議員にも選出される。1973年、ミディ＝ピレネー地域圏の地域圏議会議員となり、1975年には副議長となる。1974年には欧州議会の社会主義系会派代表となり、1975年から1977年まで欧州議会議長に選出される。1979年に活動の場を欧州議会から欧州評議会の議員会議に移し、同年と1982年に副議長を務めた。
| 先代 コルネリス・ベルクハウアー | 欧州議会議長 1975年3月11日 - 1977年3月8日 | 次代 エミリオ・コロンボ |